# Обфельден
Обфельден (нем. Obfelden) — коммуна в Швейцарии, в кантоне Цюрих. 
Входит в состав округа Аффольтерн. Население составляет 4465 человек (на 31 декабря 2007 года). Официальный код — 0010.